# Five Nations 1928
Die Ausgabe 1928 des jährlich ausgetragenen Rugby-Union-Turniers Five Nations (seit 2000 Six Nations) fand vom 2. Januar bis zum 9. April statt. Turniersieger wurde England, das mit Siegen gegen alle anderen Teilnehmer zum sechsten Mal den Grand Slam schaffte, mit Siegen gegen alle britischen Mannschaften auch die Triple Crown.

## Teilnehmer
| Land       | Stadion                            | Stadt             | Kapitän                                     |
| ---------- | ---------------------------------- | ----------------- | ------------------------------------------- |
| England    | Twickenham Stadium                 | London            | Ronald Cove-Smith                           |
| Frankreich | Stade Olympique Yves-du-Manoir     | Colombes          | Adolphe Jauréguy / André Béhotéguy          |
| Irland     | Lansdowne Road / Ravenhill Stadium | Dublin / Belfast  | George Stephenson                           |
| Schottland | Murrayfield Stadium                | Edinburgh         | Dan Drysdale / John Bannerman               |
| Wales      | Cardiff Arms Park / St Helen’s     | Cardiff / Swansea | Rowe Harding / Oswald Male / Albert Jenkins |

## Tabelle
|    | Land       | Spiele | Siege | Unent. | Ndlg. | Spiel- punkte | Diff. | Tabellen- punkte |
| -- | ---------- | ------ | ----- | ------ | ----- | ------------- | ----- | ---------------- |
| 1. | England    | 4      | 4     | 0      | 0     | 41:22         | + 19  | 8                |
| 2. | Irland     | 4      | 3     | 0      | 1     | 44:30         | + 14  | 6                |
| 3. | Wales      | 4      | 1     | 0      | 3     | 34:31         | + 3   | 2                |
| 3. | Schottland | 4      | 1     | 0      | 3     | 20:38         | − 18  | 2                |
| 3. | Frankreich | 4      | 1     | 0      | 3     | 30:48         | − 18  | 2                |

## Ergebnisse
| 2. Januar 1928 | Frankreich            | 6 : 15        | Schottland                                   | Stade Olympique Yves-du-Manoir, Colombes Zuschauer: 35.000 Schiedsrichter: Richard Magrath (Irland) |
| 2. Januar 1928 | Versuche: Camel Haget | (3:9) Bericht | Versuche: Douty Dykes Paterson Scott Simemrs | Stade Olympique Yves-du-Manoir, Colombes Zuschauer: 35.000 Schiedsrichter: Richard Magrath (Irland) |

| 21. Januar 1928 | Wales                                     | 8 : 10         | England                                              | St Helen’s, Swansea Schiedsrichter: Wallace Harland (Irland) |
| 21. Januar 1928 | Versuche: Bartlett John Erhöhungen: Jones | (3:10) Bericht | Versuche: Kirwan-Taylor Laird Erhöhungen: Richardson | St Helen’s, Swansea Schiedsrichter: Wallace Harland (Irland) |

| 28. Januar 1928 | Irland                         | 12 : 8        | Frankreich                                             | Ravenhill Stadium, Belfast Zuschauer: 20.000 Schiedsrichter: C. Anderson (Schottland) |
| 28. Januar 1928 | Versuche: Arigho (2) Ganly (2) | (6:8) Bericht | Versuche: H. Béhotéguy Ribère Erhöhungen: A. Béhotéguy | Ravenhill Stadium, Belfast Zuschauer: 20.000 Schiedsrichter: C. Anderson (Schottland) |

| 4. Februar 1928 | Schottland | 0 : 13         | Wales                                               | Murrayfield Stadium, Edinburgh Schiedsrichter: Wallace Harland (Irland) |
| 4. Februar 1928 |            | (0:13) Bericht | Versuche: Jenkins John Roberts Erhöhungen: Male (2) | Murrayfield Stadium, Edinburgh Schiedsrichter: Wallace Harland (Irland) |

| 11. Februar 1928 | Irland                  | 6 : 7         | England                                    | Lansdowne Road, Dublin Schiedsrichter: Albert Freethy (Wales) |
| 11. Februar 1928 | Versuche: Arigho Sugden | (3:0) Bericht | Versuche: Richardson Dropgoals: Richardson | Lansdowne Road, Dublin Schiedsrichter: Albert Freethy (Wales) |

| 25. Februar 1928 | England                                                     | 18 : 8         | Frankreich                                     | Twickenham Stadium, London Zuschauer: 70.000 Schiedsrichter: Albert Freethy (Wales) |
| 25. Februar 1928 | Versuche: Palmer (2) Periton (2) Erhöhungen: Richardson (3) | (10:3) Bericht | Versuche: Galia A. Jauréguy Erhöhungen: Verger | Twickenham Stadium, London Zuschauer: 70.000 Schiedsrichter: Albert Freethy (Wales) |

| 25. Februar 1928 | Schottland                          | 5 : 13        | Irland                                                     | Murrayfield Stadium, Edinburgh Schiedsrichter: Barry Cumberlege (England) |
| 25. Februar 1928 | Versuche: Kerr Erhöhungen: Drysdale | (5:3) Bericht | Versuche: Davy Ganly Stephenson Erhöhungen: Stephenson (2) | Murrayfield Stadium, Edinburgh Schiedsrichter: Barry Cumberlege (England) |

| 10. März 1928 | Wales                                    | 10 : 13       | Irland                                                | Cardiff Arms Park, Cardiff Zuschauer: 42.000 Schiedsrichter: T. H. H. Warren (Schottland) |
| 10. März 1928 | Versuche: Jenkins John Erhöhungen: Jones | (5:5) Bericht | Versuche: Arigho (2) Ganly Erhöhungen: Stephenson (2) | Cardiff Arms Park, Cardiff Zuschauer: 42.000 Schiedsrichter: T. H. H. Warren (Schottland) |

| 17. März 1928 | England                | 6 : 0         | Schottland | Twickenham Stadium, London Schiedsrichter: Tommy Ville (Wales) |
| 17. März 1928 | Versuche: Hanley Laird | (3:0) Bericht |            | Twickenham Stadium, London Schiedsrichter: Tommy Ville (Wales) |

| 9. April 1928 | Frankreich                                 | 8 : 3         | Wales            | Stade Olympique Yves-du-Manoir, Colombes Zuschauer: 45.000 |
| 9. April 1928 | Versuche: Houdet (2) Erhöhungen: Béhotéguy | (0:3) Bericht | Versuche: Powell | Stade Olympique Yves-du-Manoir, Colombes Zuschauer: 45.000 |